# Brunnenregenerierung

Schematische Darstellung der Filterkiesschüttung eines Brunnens

Unter Brunnenregenerierung versteht man das Entfernen leistungsmindernder Ablagerungen aus einem Bohr- oder Horizontalfilterbrunnen, um dessen Ergiebigkeit zu steigern.
Bei einem Brunnenneubau (1) sollten die Verrohrung, der Brunnensumpf sowie die Filtermaterialschüttung (den Filter umgebendes Material im Ringraum; meist Kies, Sand oder Glaskugeln) komplett frei von Ablagerungen sein. Mit steigender Betriebsdauer eines Brunnens altern Brunnen und vor allem deren Filtermaterialschüttungen.

## Alterungsprozesse
Die sich durch Alterungsprozesse bildenden Beläge unterscheidet man in innere (2) und äußere (3) Ablagerungen.

### Versanden (Verschlammen)
Versandung tritt oftmals bei in der Bauphase nicht vollständig entsandeten Bohrbrunnen auf. Begünstigt wird dieser Prozess durch eine fehlerhafte Auswahl des Filtermaterials. Ein ungünstiger Einbauort der Brunnenpumpe kann ebenfalls eine Versandung des Brunnens befördern. In vielen Böden sind feine Sande enthalten, die durch die veränderten hydraulischen Bedingungen mobilisiert werden und dann die Poren im Filtermaterial verstopfen können. Durch den Austrag des Feinkornanteils des Bodens kann Suffosion zu Setzungen des Bodens und somit zu einer weiteren Beschädigung des Brunnens führen.

### Verkrustungen
Verkrustungen können als Verockerungen oder Versinterungen auftreten.
Verockerungen werden in der Regel durch Eisen- oder Manganausfällungen verursacht. Im Grundwasser liegen meistens niedrige Sauerstoffkonzentrationen vor, wodurch Eisen und Mangan überwiegend in gelöster Form vorliegt. Durch Sauerstoffzutritt an den Filterschlitzen oder im Filtermaterial können diese Verbindungen oxidiert werden. Dabei kommt es zu einer Ausfällung der Metalloxide, die schwerlöslich sind und an dem umliegenden Material haften. Ein Anwachsen dieser Schichten führt im Laufe der Zeit zu einer Verringerung des Porenraums bzw. zu einem Verschluss der Filterschlitze.
Versinterungen bestehen in der Regel aus aus dem Grundwasser ausgefällten Calciumcarbonat. Diese Fällung kann beispielsweise durch Ausgasen von Kohlenstoffdioxid aus dem Grundwasser verursacht werden. Änderungen des pH-Werts im Grundwasser können ebenfalls zu einer Versinterung des Brunnens führen.

### Verschleimung
Sollten erhöhte Mengen von Stickstoffverbindungen oder organischen Substanzen im geförderten Grundwasser vorliegen, kann es durch Pilze und Bakterien verstärkt zu Schleimbildung im Brunnen kommen. Verschleimungen in Brunnen können auch durch schwefelverarbeitende Bakterien entstehen, falls im Brunnen schwefel- und sauerstoffreiche Wässer miteinander vermischt werden.

### Ablagerungen von Aluminiumverbindungen
Falls im Brunnen sich Grundwässer mit verschieden pH-Werten mischt, können Aluminiumverbindungen ausfallen und sich an den Anlagenteilen ablagern.

### Korrosion
Korrosion tritt in Brunnen mit metallischen Werkstoffen bei niedrigen pH-Werten, durch Kontaktkorrosion (Kontakt mit edleren Metallteilen im Wasser) oder durch Streuströme auf.

## Regenerationsverfahren
Zweck einer Brunnenregenerierung ist es, nicht nur die optisch sichtbaren inneren Ablagerungen, sondern vor allem die hinter der Verrohrung liegenden äußeren Ablagerungen zu entfernen, um einen nachhaltigen Reinigungserfolg und somit eine Leistungssteigerung des Brunnens zu erzielen. Als Möglichkeiten stehen viele verschiedene mechanische und mechanisch-chemische Regenerierungsverfahren zur Verfügung, welche nach folgendem Prinzip funktionieren:
- Trennung: Aufhebung des Verbundes zwischen Ablagerungen und Filterkies bzw. Filterrohr
- Austrag: Parallel zur Trennung ist das gleichzeitige Auspumpen der (ab-)gelösten Ablagerungen aus dem Brunnen notwendig
- Kontrolle: Überwachung des Regenerierungsfortschrittes

### Verfahren zur Trennung

#### Physikalische Verfahren
Physikalische oder mechanische Methoden nutzen Druckwellen, Bewegung oder mechanische Reibung, um Ablagerungen zu lösen und auszutragen. Wichtige Verfahren sind:
- Bürsten: Abschrubben der Filterrohre zur Entfernung von weichen Ablagerungen.
- Kolben- und Druckimpulsverfahren: Erzeugung von Druckstößen zur Lockerung von Verunreinigungen.
- Spülungen und Lufthebepumpen: Austrag von gelösten Partikeln durch Wasser- oder Luftdruck.
- Hochdruckreinigung: Einsatz von Wasserstrahlen zur Entfernung fester Inkrustationen.
- Ultraschall: Nutzung von Schallwellen zur Ablösung feiner Beläge.

#### Chemische Verfahren
Chemische Methoden setzen Reagenzien ein, um Ablagerungen zu lösen oder zu zersetzen. Dazu gehören:
- Säurebehandlung: Auflösung von Kalk- und Eisenablagerungen mit Salz- oder Zitronensäure.
- Oxidationsmittel (z. B. Chlor, Wasserstoffperoxid): Entfernung von Biofilmen und Eisenbakterien.
- Komplexbildner: Einsatz von Chelatbildnern zur Ablösung von Eisen und Mangan.
- CO₂-Injektion: Ansäuerung und mechanisches Aufsprengen von Ablagerungen durch Kohlendioxid.

#### Biologische Verfahren
Biologische Methoden nutzen Mikroorganismen oder Enzyme zur Ablagerungsreduktion und Schadstoffsanierung:
- Bioremediation: Einsatz von Bakterien zur Zersetzung organischer Schadstoffe.
- Enzymatische Reiniger: Abbau von Biofilmen durch natürliche Enzyme.